# Лапенков Євген Борисович
Євген Борисович Лапенков (рос. Евгений Борисович Лапенков; 1 серпня 1984, м. Москва, СРСР) — російський хокеїст, нападник. Виступає за «Сєвєрсталь» (Череповець) у Континентальній хокейній лізі. 
Виступав за «Витязь» (Чехов), «Металург» (Новокузнецьк), «Кристал» (Саратов), «Кристал» (Електросталь), «Хімік» (Воскресенськ), «Локомотив» (Ярославль), «Нафтохімік» (Нижньокамськ), «Спартак» (Москва), «Ак Барс» (Казань), «Югра» (Ханти-Мансійськ), «Автомобіліст» (Єкатеринбург), ХК «Сочі», «Трактор» (Челябінськ). 